# Backesheide
Backesheide, auch Backhausheide genannt, ist eine Ortslage, durch die die Stadtgrenze zwischen Solingen-Gräfrath und Haan verläuft, wodurch es die Adressen Backesheide 1 und Backesheide 2 je zweimal gibt. 

## Geographie
Backesheide befindet sich unmittelbar östlich des Gewerbe- und Industriegebietes Haan-Ost sowie südlich der Autobahn 46 und der dortigen Anschlussstelle Haan-Ost. Am Ort vorbei führt der Mitte der 2000er Jahre gebaute Autobahnzubringer, die Landesstraße 357. Östlich, auf der Solinger Seite, befinden sich die Hofschaften Fürkeltrath, Eipaß und Buxhaus sowie das Holzer Bachtal. Im Süden liegen Gütchen und Holz.

## Etymologie
Der Ortsname Backesheide leitet sich wahrscheinlich von dem Familiennamen Backes = Backhaus ab.

## Geschichte
Die aus einer bergischen Hofschaft hervorgegangene heutige Ortslage Backesheide hat durch ihre historische Teilung zwei verschiedene Geschichten. Hinzu kommt, dass Backesheide in seiner frühen Geschichte in Karten und Statistiken zum Teil mit der angrenzenden Hofschaft Schafstall verwechselt beziehungsweise gleichbenannt wurde. Die Ersterwähnung Backesheides findet sich im 18. Jahrhundert. Im Jahre 1715 in der Karte Topographia Ducatus Montani, Blatt Amt Solingen, von Erich Philipp Ploennies ist der Ort mit einer Hofstelle verzeichnet, und als Backesheid benannt, unmittelbar östlich schließt sich eine a.Schafſſtall benannte Hofstelle an. 
Der südliche Teil Backesheides gehörte zur Honschaft Itter, der nördliche zur Obersten Honschaft Haan innerhalb des Amtes Solingen. Die Topographische Aufnahme der Rheinlande von 1824 verzeichnet den Ort als Bekersheid. Die Preußische Uraufnahme von 1843 verzeichnet den Ort unbenannt, nur der östlich gelegene Nachbarort ist als Schafstall benannt, in der Topographischen Karte des Regierungsbezirks Düsseldorf von 1871 ist der Ort nicht verzeichnet.
Nach Gründung der Mairien und späteren Bürgermeistereien Anfang des 19. Jahrhunderts gehörte der Hof mit zwei Wohnhäusern im südlichen Teil zur Bürgermeisterei Wald im Kreis Solingen, der nördliche Teil gehörte zur Bürgermeisterei Haan im Kreis Elberfeld. 
1815/16 lebten acht Menschen im Walder Teilort. Für das Jahr 1830 wird der Walder Teil von Backesheide als Einzelnes Haus mit vier Einwohnern verzeichnet, der Haaner Teil wird als Kothen mit 13 Einwohnern aufgeführt. 1832 war das südliche Backesheide Teil der Ersten Dorfhonschaft innerhalb der Bürgermeisterei Wald, dort lag er in der Flur II. (Holz), und der nördliche Teil der Spezialhaushaltgemeinde Oberhaan innerhalb der Bürgermeisterei Haan. Der nach der Statistik und Topographie des Regierungsbezirks Düsseldorf als Kotten kategorisierte Walder Teilort besaß zu dieser Zeit zwei Wohnhäuser und zwei landwirtschaftliche Gebäude. Zu dieser Zeit lebten acht Einwohner im Teilort, alle evangelischen Bekenntnisses. Im Gemeindelexikon für die Provinz Rheinland von 1888 werden für Backesheide fünf Wohnhäuser (drei zu Wald, zwei zu Haan) mit 36 Einwohnern (17 zu Wald, 19 zu Haan) angegeben. 1895 besitzt der Ortslage fünf Wohnhäuser (zwei zu Wald, drei zu Haan) mit 36 Einwohnern (15 zu Wald, 21 zu Haan), 1905 werden drei Wohnhäuser (zwei zu Wald, eines zu Haan) und 25 Einwohner (18 zu Wald, sieben zu Haan) angegeben.
Mit der Städtevereinigung zu Groß-Solingen im Jahre 1929 wurde der Walder Teil Backesheides ein Ortsteil Solingens. Seit dem Jahre 1984 stand in der Ortslage das Fachwerkhaus Backesheide 2 (auf der Solinger Seite) unter Denkmalschutz, der Denkmalschutz wurde im Jahre 2000 auf die Haustür reduziert. Nach heutigen Stadtbezirksgrenzen gehört der Solinger Teil Backesheides zum Stadtteil Gräfrath.